# Gil Eanes

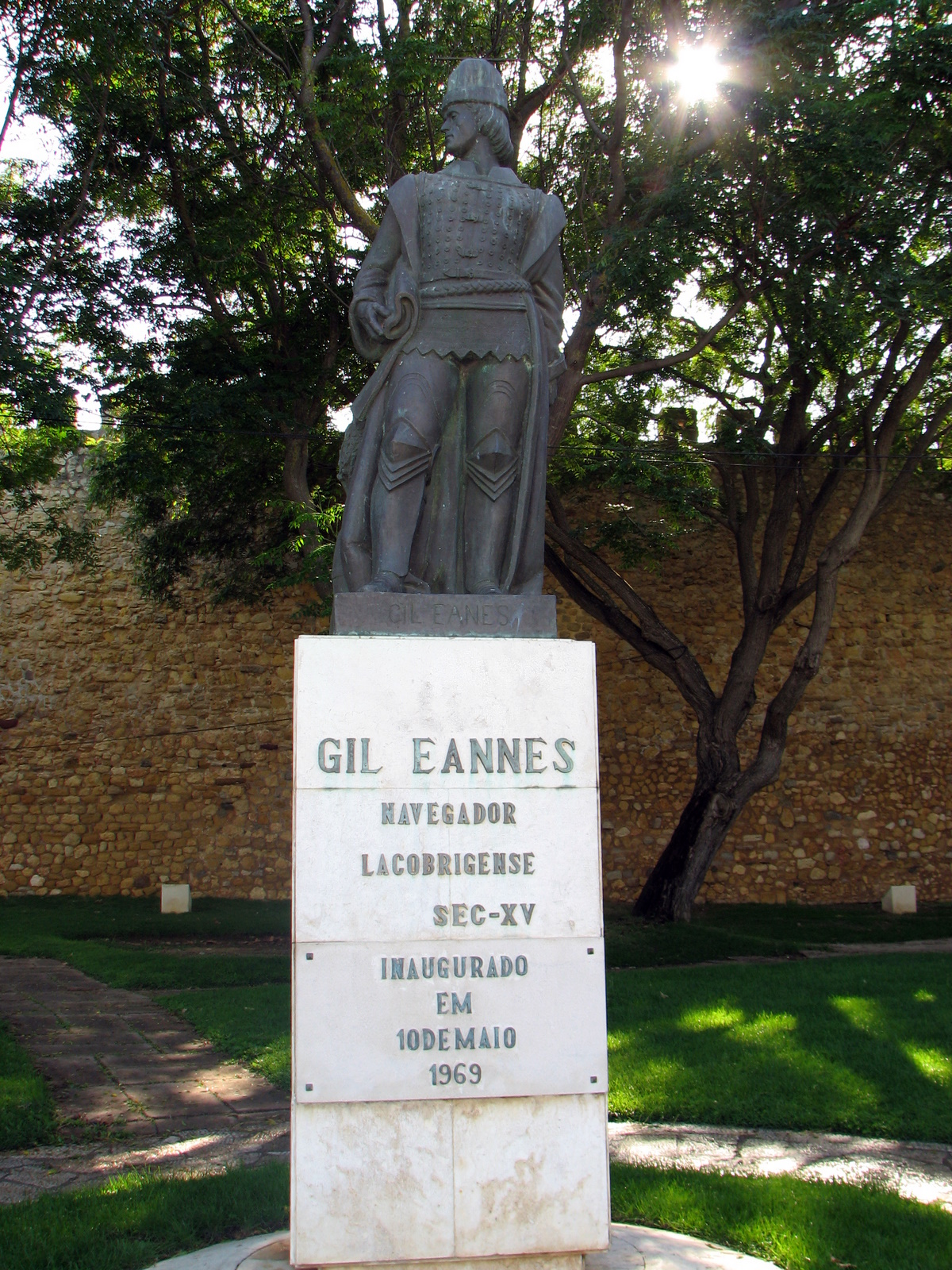
Standbeeld van Gil Eanes in Lagos

Gil Eanes (ook wel: Gil Eannes) was een Portugese ontdekkingsreiziger die als eerste in 1434 voorbij Kaap Bojador gevaren is.
De middeleeuwers dachten dat op die plek de zee kookte omdat het onder de evenaar ligt, maar in feite is dit opspattend water dat tegen het 60 kilometer lange rif van Kaap Bojador botst. Dit lijkt van op verre afstand op kokend water.
Doordat Gilles Eanes voorbij die plek voer wist men dat dit niet waar was en hierdoor geloofde men ook bijna niet meer in de verhalen van de zeemonsters (middeleeuwers geloofden hierin). Dankzij hem durfden meer zeevaarders voorbij Kaap Bojador te varen en door dit te doen vonden de Portugezen (waaronder Vasco da Gama) vele jaren later (1498) een nieuwe handelsweg naar het Verre Oosten om zo specerijen te kopen zonder tussenhandelaren. Dit betekende veel winst voor de Portugezen.